# Clania antrami
Clania antrami är en fjärilsart som beskrevs av George Francis Hampson 1910. Clania antrami ingår i släktet Clania och familjen säckspinnare. Inga underarter finns listade i Catalogue of Life.